# Heuliez GX 427
De Heuliez GX 427 is een gelede bustype van de Franse busfabrikant Heuliez Bus en is de gelede versie van de Heuliez GX 327. De GX 427 is de opvolger van de Heuliez GX 417 en is beschikbaar als drie-deursversie en vier-deursversie. In 2013 ging de GX 427 uit productie en werd de bus vervangen door de Heuliez GX 437.
Er zijn drie type aandrijvingen beschikbaar:
- Diesel
- Cng
- Hybride

Samen met de Heuliez GX 127 en de Heuliez GX 327 vormt de Heuliez GX 427 een reeks genaamd Acces BUS van de tweede generatie.

## Geschiedenis
Eind 2007 verving de GX 427, de GX 417. Echter was het eerst niet toegestaan door Irisbus dat  Heuliez Bus een vervanger uitbracht voor de GX 417. De hoofdmoot van de productie van gelede bussen en standaardmodel bussen lag vooral bij Irisbus. Waarbij Heuliez Bus vooral diende als secundaire moot en werd ook veel geassocieerd met hun kwalitatief beter assortiment. Verschillende Franse maatschappijen die voorheen bussen kochten bij Heuliez Bus, gingen daarom hun gelede bussen kopen bij andere fabrikanten. Irisbus kreeg de Citelis 18 echter niet verkocht doordat de bus bij facto al geweerd werd in de aanbestedingen. Dit deed de tij keren, waardoor Irisbus in 2007 besloot dat Heuliez Bus een eigen gelede bus mocht produceren. Echter was er wel een voorwaarde, dat de basistechniek van de Citelis 18 gebruikt moest worden in de nieuwe bus. De bus werd hierdoor ontworpen op een Irisbus Citelis 18-chassis en heeft hierdoor dezelfde eigenschappen als de Irisbus Citelis.

## Eigenschappen
Omdat de bus werd ontworpen op een Irisbus Citelis 18-chassis heeft de GX 427 grotendeels dezelfde eigenschappen als de Irisbus Citelis.
De bus is optioneel leverbaar met de volgende ontwerptoevoegingen:
- Panoramisch/glazen dak over de gehele lengte van de bus
- Driehoekvormige glazen wand onder de ramen. Dit is mogelijk aan weerszijden van de bus.

Naast de standaard streek-/stadsbusontwerp is de bus ook leverbaar in een HOV/BRT (Bus Rapid Transit)-ontwerp.
| Type                                 | GX 427                                          | GX 427                                          | GX 427 CNG              | GX 427 CNG              | Hybride GX 427          | Hybride GX 427          |
| ------------------------------------ | ----------------------------------------------- | ----------------------------------------------- | ----------------------- | ----------------------- | ----------------------- | ----------------------- |
| Bouwjaren                            | 2007-heden                                      | 2007-heden                                      | 2007-heden              | 2007-heden              | 2010-heden              | 2010-heden              |
| Carrosserie                          | Heuliez                                         | Heuliez                                         | Heuliez                 | Heuliez                 | Heuliez                 | Heuliez                 |
| Chassis                              | Irisbus Citelis 18                              | Irisbus Citelis 18                              | Irisbus Citelis 18      | Irisbus Citelis 18      | Irisbus Citelis 18      | Irisbus Citelis 18      |
| Motor                                | IVECO Cursor 8, EEV Euro 5 optioneel: IVECO F2B | IVECO Cursor 8, EEV Euro 5 optioneel: IVECO F2B | IVECO Cursor 8 Gas      | IVECO Cursor 8 Gas      | IVECO Trector, EEV      | IVECO Trector, EEV      |
| Vermogen                             | 180 kW (245 pk)                                 | 180 kW (245 pk)                                 | 200 kW (272 pk)         | 200 kW (272 pk)         | 220 kW (300 pk)         | 220 kW (300 pk)         |
| Versnellingsbak                      | Automaat ZF 5 HP 504C                           | Automaat ZF 5 HP 504C                           | Automaat ZF 5 HP 504C   | Automaat ZF 5 HP 504C   | Automaat ZF 5 HP 504C   | Automaat ZF 5 HP 504C   |
| Totale lengte                        | 17 950 mm                                       | 17 950 mm                                       | 17 950 mm               | 17 950 mm               | 17 950 mm               | 17 950 mm               |
| Totale breedte                       | 2 550 mm                                        | 2 550 mm                                        | 2 550 mm                | 2 550 mm                | 2 550 mm                | 2 550 mm                |
| Hoogte (excl. dakunit)               | 2 880 mm                                        | 2 880 mm                                        | 3 232 mm                | 3 232 mm                | 3 300 mm                | 3 300 mm                |
| Wielbasis                            | 5 355 mm / 6 675 mm                             | 5 355 mm / 6 675 mm                             | 5 355 mm / 6 675 mm     | 5 355 mm / 6 675 mm     | 5 355 mm / 6 675 mm     | 5 355 mm / 6 675 mm     |
| Vooroverbouw                         | 2 715 mm                                        | 2 715 mm                                        | 2 715 mm                | 2 715 mm                | 2 715 mm                | 2 715 mm                |
| Achteroverbouw                       | 3 205 mm                                        | 3 205 mm                                        | 3 205 mm                | 3 205 mm                | 3 205 mm                | 3 205 mm                |
| Instaphoogte (1e-/2e-/3e-(/4e-deur)) | 320 mm/330 mm(/330 mm)                          | 320 mm/330 mm(/330 mm)                          | 320 mm/330 mm(/ 330 mm) | 320 mm/330 mm(/ 330 mm) | 320 mm/330 mm(/ 330 mm) | 320 mm/330 mm(/ 330 mm) |
| Versie                               | 3 deuren                                        | 4 deuren                                        | 3 deuren                | 4 deuren                | 3 deuren                | 4 deuren                |
| Aantal zitplaatsen                   | 35 t/m 47                                       | 34 t/m 42                                       | 37 t/m 48               | 36 t/m 40               | 35 t/m 47               | 34 t/m 36               |
| Aantal staanplaatsen                 | 110 t/m 113                                     | 120 t/m 125                                     | 112 t/m 120             | 115 t/m 120             | 110 t/m 113             | 99 t/m 120              |
| Capaciteit                           | ca. 160 personen                                | ca. 160 personen                                | ca. 160 personen        | ca. 160 personen        | ca. 160 personen        | ca. 160 personen        |

## Inzet
De GX 427 komt veelvoudig voor in Frankrijk. Dit komt veelal doordat Irisbus de bussen buiten Frankrijk laat rijden onder de naam Irisbus.
| Bedrijf                     | Aantal    | Series    | Bouwjaar  | Inzet                           | Opmerking                              | Afbeelding |
| Frankrijk                   | Frankrijk | Frankrijk | Frankrijk | Frankrijk                       | Frankrijk                              | Frankrijk  |
| --------------------------- | --------- | --------- | --------- | ------------------------------- | -------------------------------------- | ---------- |
| Citura                      | 6         | 901-906   | 2011      | Reims                           |                                        |            |
| Keolis Bordeaux             | 30        | 1051-1080 | ??        | Bordeaux                        |                                        |            |
| Keolis Bordeaux             | 13        | 2851-2863 | ??        | Bordeaux                        |                                        |            |
| Keolis Dijon (Divia)        | 41        | 3601-3641 | 2013      | Dijon                           | Hybride bussen                         |            |
| Keolis Orléans Val de Loire | 4         | 749-752   | 2010      | Orléans                         |                                        |            |
| Keolis Orléans Val de Loire | 5         | 753-757   | 2011      | Orléans                         |                                        |            |
| RATP                        | 1         | 4572-4585 | 2012-2014 | RATP-busnetwerk Parijs, lijn 91 | Hybride aandrijving                    |            |
| Réseau Mistral              | 1         | 200       | 2011      | Toulon                          | Heeft een hybride aandrijving          |            |
| Réseau Mistral              | 17        | 210-226   | 2011      | Toulon                          |                                        |            |
| STCL                        | 8         | 621-628   | 2008-2009 | Limoges                         |                                        |            |
| Stivo                       | 3         | 619-621   | 2008      | Cergy-Pontoise                  |                                        |            |
| Stivo                       | 1         | 776       | 2008      | Cergy-Pontoise                  |                                        |            |
| Stivo                       | 14        | 836-849   | 2011      | Cergy-Pontoise                  |                                        |            |
| TAN                         | 31        | 264-294   | 2009-2010 | Nantes                          | Deze bussen hebben cng-aandrijving     |            |
| TAN                         | 9         | 701-709   | 2009-2010 | Nantes                          | Deze bussen hebben hybride aandrijving |            |
| TBC                         | 30        | 1051-1080 | 2010      | Bordeaux                        |                                        |            |
| TBC                         | 13        | 2851-2863 | 2008      | Bordeaux                        |                                        |            |
| TICE                        | 1         | 441       | 2009-2010 | Évry                            | Deze bus is een HOV-versie             |            |
| TICE                        | 7         | 461-467   | 2009-2010 | Évry                            |                                        |            |
| Twisto                      | 3         | 330-332   | 2010      | Caen                            |                                        |            |
| Vitalis                     | 1         | ??        | 2010      | Poitiers                        | Eerste GX 427 hybride bus              |            |
| Yélo                        | 7         | ??        | 2009-2010 | La Rochelle                     | 5 HOV-versies en 2 standaardversies    |            |
| Zwitserland                 |           |           |           |                                 |                                        |            |
| Auto AG Group               | 5         | 38-42     | 2009      | Luzern                          |                                        |            |
| Auto AG Group               | 3         | 43-45     | 2012      | Luzern                          |                                        |            |

## Verwante bustypes
- Heuliez GX 127; Midibusversie
- Heuliez GX 327; Standaardbusversie